# 萨克森布伦
萨克森布伦（德語：Sachsenbrunn，發音：[ˈzaksn̩ˌbʁʊn]）是德国图林根州希尔德堡豪森县曾经的一个市镇，面积33.86平方千米，2017年12月31日人口为2,050人。2019年1月1日，萨克森布伦并入市镇艾斯费尔德。